# Chiesa di Santa Caterina da Siena (Chichester)
La chiesa di Santa Caterina da Siena (in inglese St Catherine of Siena Church) è il luogo di culto anglicano che si trova a Cocking, parrocchia civile di Chichester nell'omonimo distretto del West Sussex, in Inghilterra. La chiesa risale all'XI secolo, rientra nella diocesi di Chichester ed è considerata monumento di prima categoria per il suo particolare interesse storico e architettonico.

## Storia

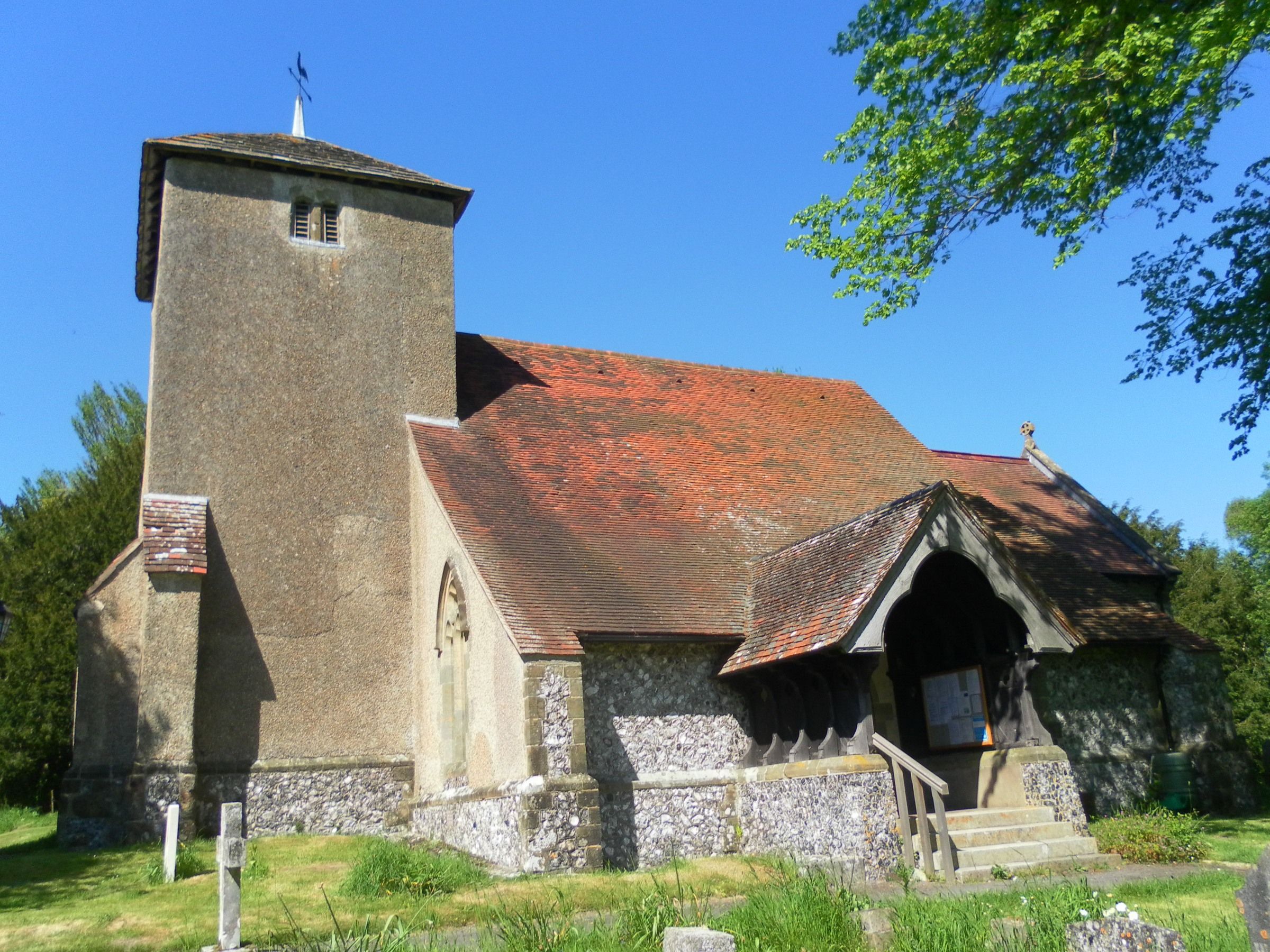
Chiesa di Santa Caterina da Siena, facciata laterale con accesso principale

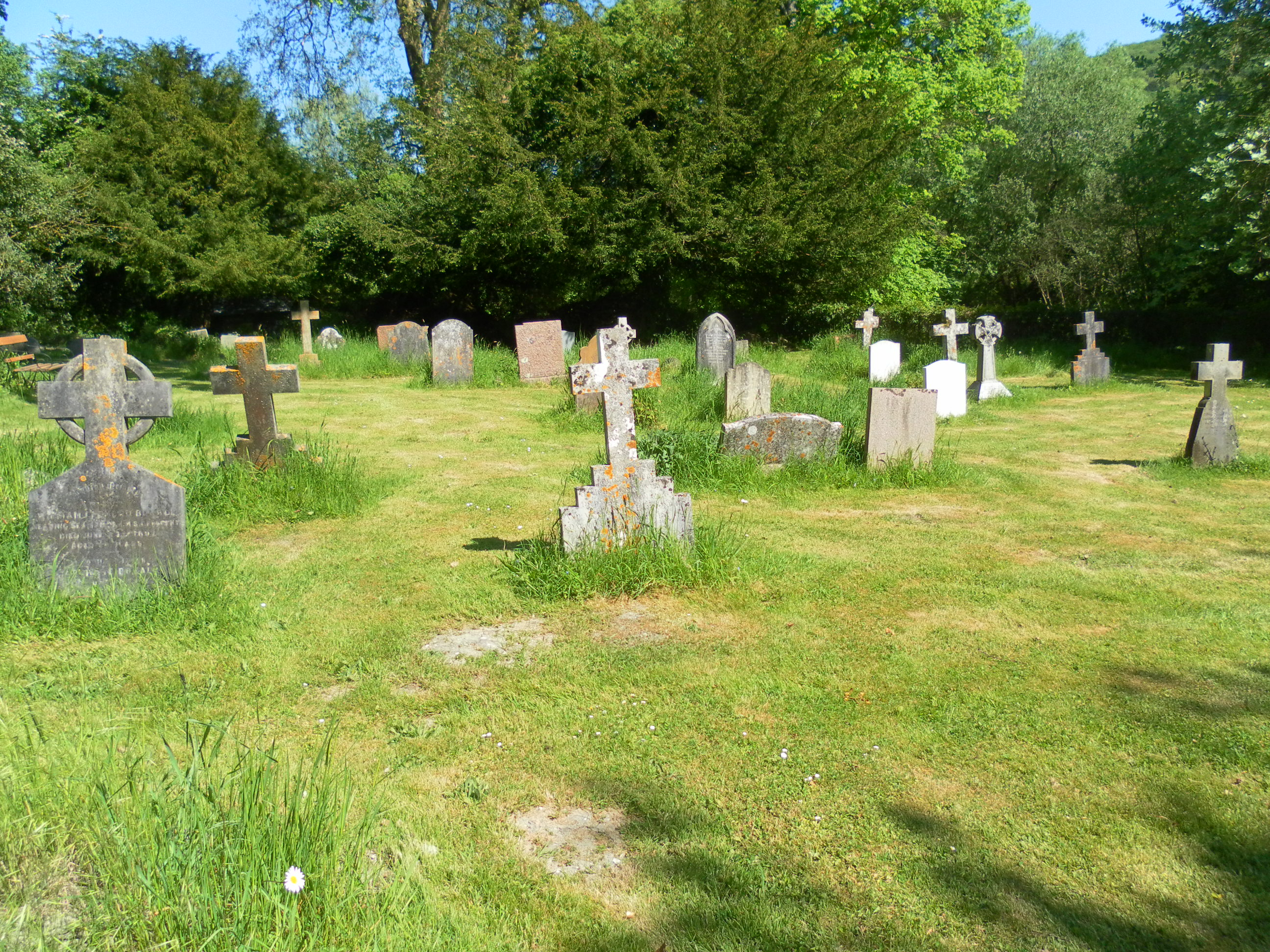
Cimitero posto accanto alla chiesa

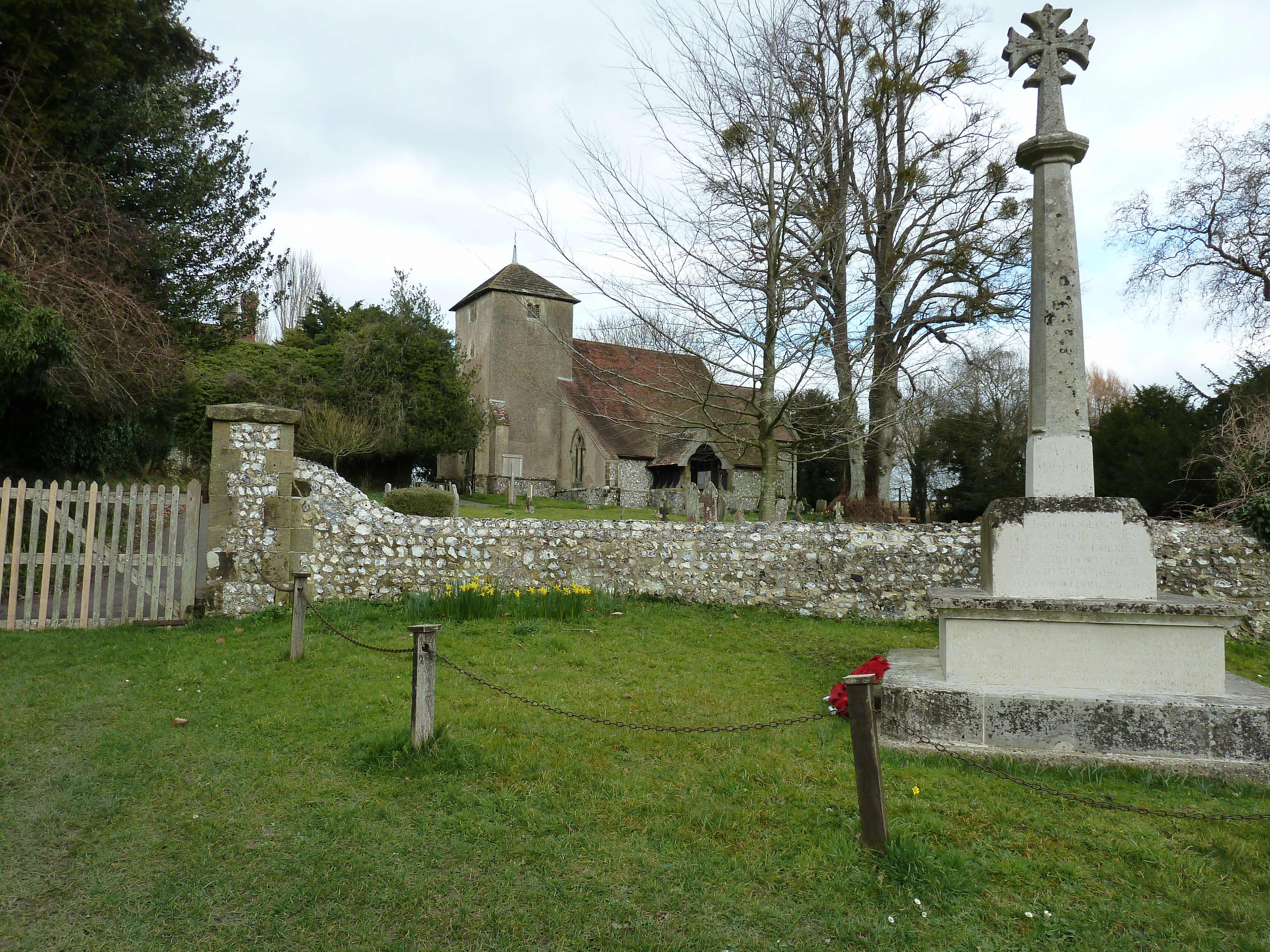
Memoriale per i caduti in guerra posto nelle immediate vicinanze dell'area cimiteriale

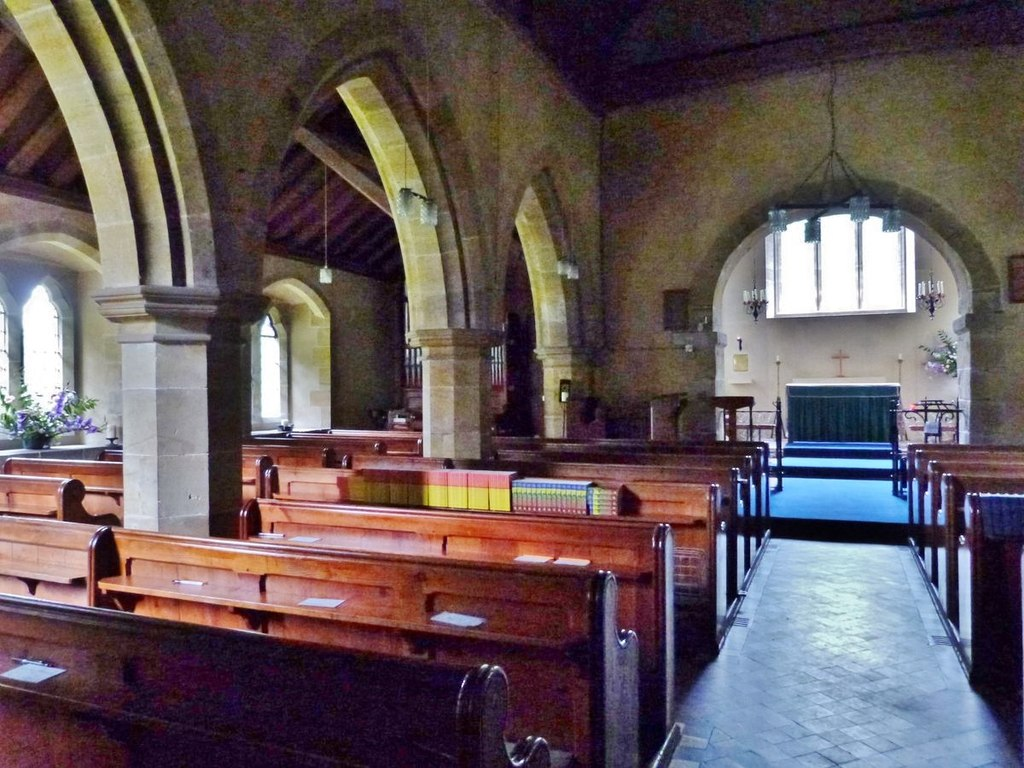
Interno dell'ampia sala

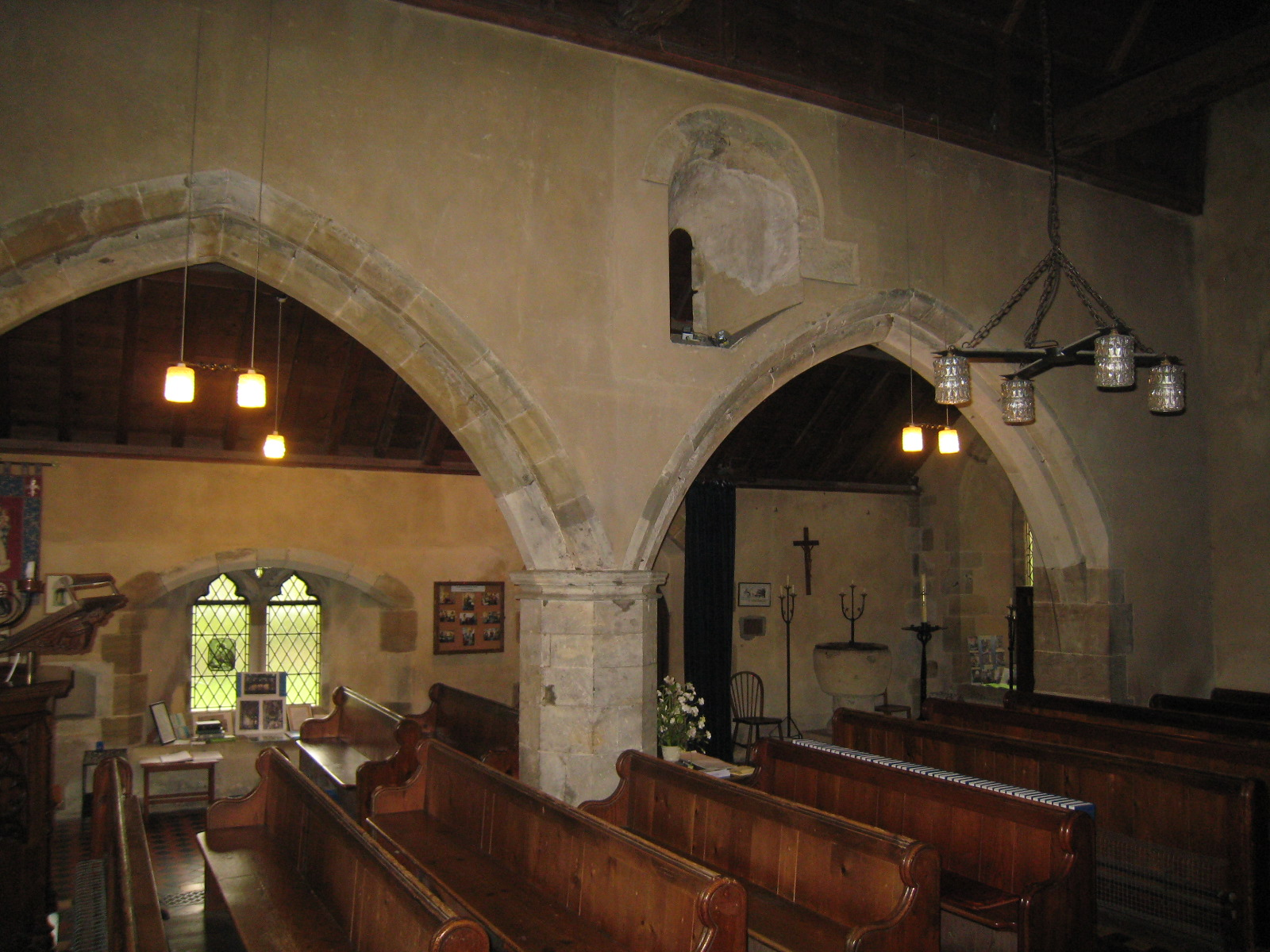
Particolare degli archi che dividono le due navate

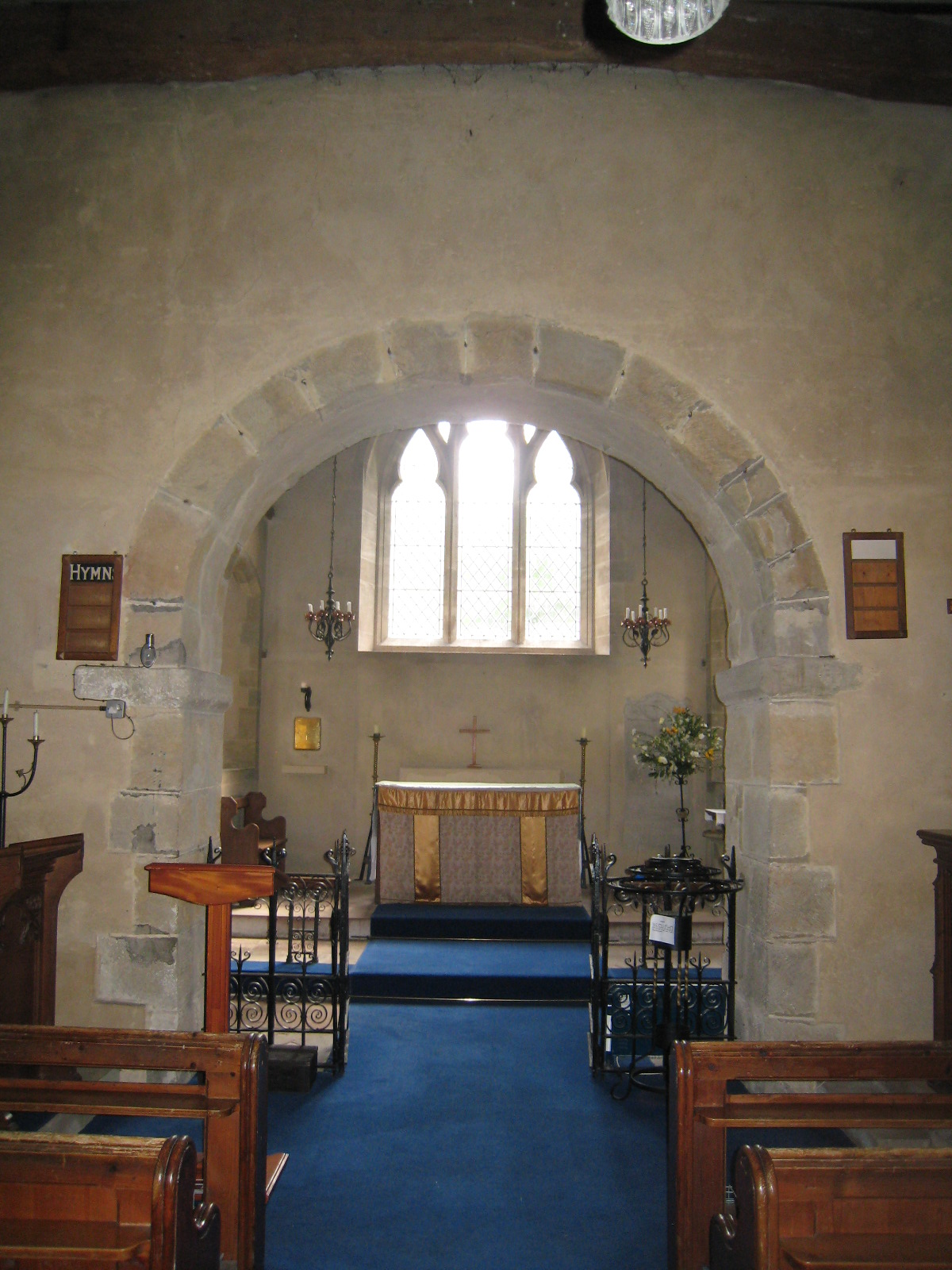
Presbiterio con altare

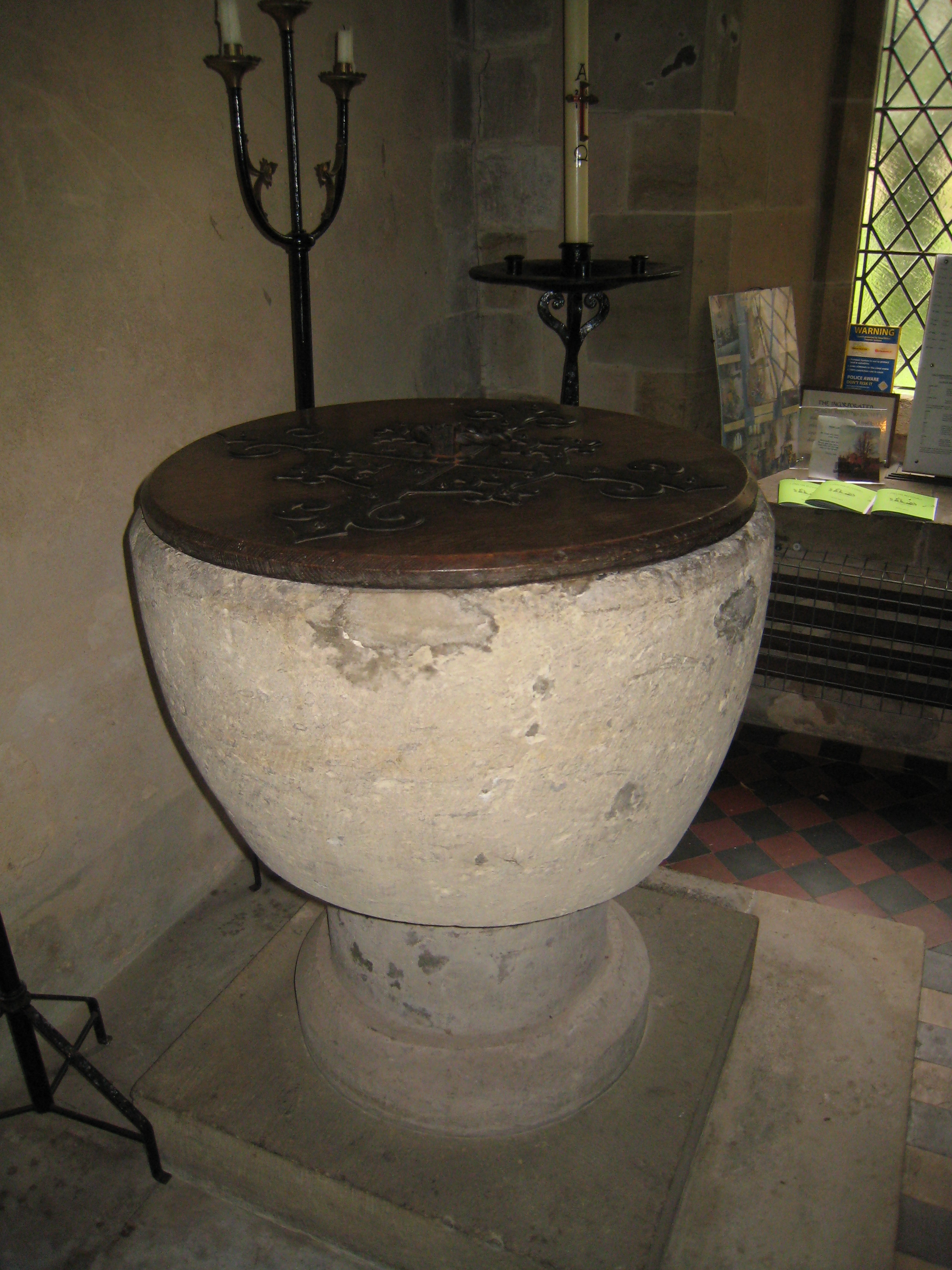
Fonte battesimale

In un suo lavoro pubblicato nel 1975, Peter Leicester afferma che si ritiene che una chiesa in legno sia stata costruita a Cocking intorno al 680, mentre altre fonti sostengono che la chiesa recente abbia sostituito una precedente chiesa sassone. La navata e il presbiterio risalgono all'XI secolo. Il presbiterio fu modificato nel XIV secolo, quando furono aggiunti una navata laterale sud e una torre. Due restauri del XIX secolo lasciarono il presbiterio in gran parte ricostruito e aggiunsero una nuova navata laterale nord. Le strutture originali sono ancora riconoscibili, in particolare l'arco del presbiterio semplice e a tutto sesto con semplici abachi, in parte distorto dal peso del muro soprastante, mentre sia la navata sia il presbiterio mantengono la planimetria originaria. Una finestra originale sopra l'arcata sud contiene un dipinto dell'XI secolo, quindi era aperta e non c'era una navata laterale. Fu murata quando ne fu aggiunta una'altra e riaperta solo in seguito. Sebbene il presbiterio sia stato ristrutturato, i contorni delle finestre originali su entrambi i lati mostrano che mantiene la sua lunghezza originale. La muratura a spina di pesce nel muro nord prima del 1896 era anch'essa dell'XI secolo. Il tetto della navata è stato datato al XII secolo, poiché la trave più occidentale mostra segni di aver sostenuto un campanile prima che la nuova torre fosse costruita nel XIV secolo. Una datazione così precoce sembra in conflitto con l'esame dendrologico nei primi anni cinquanta del XX secolo, che era basato sugli anelli degli alberi assegnati storicamente al XV secolo. Tuttavia non vi sono sufficienti dettagli per poter considerare questa datazione corretta e l'uso degli anelli degli alberi per la datazione era allora agli inizi. La datazione della costruzione della torre mostra che ci fu un'ampia ristrutturazione subito dopo il 1300. Il presbiterio fu ristrutturato con una trifora a est, che non ci è pervenuta nel suo stato originale, ma assomiglia a una del XIV secolo di cui si dice che frammenti siano stati conservati nel giardino della canonica. Le finestre laterali sono state sostituite da monofore ogivali a testa trilobata più grandi, che sono state accuratamente rinnovate, così come un lato basso trilobato a sud, che è privo di ogiva. La torre e la navata laterale sud sono della stessa data, sebbene solo la finestra orientale della navata laterale con traforo a cuspide sia in parte antica. Una finestra sud a due luci a testa quadrata con luci a testa ogivata potrebbe anche risalire alla ristrutturazione. L'arcata è stata inserita nel muro esistente ed è proporzionata in modo non del tutto adeguato poiché i suoi due archi a doppia smussatura sono eccessivamente larghi. Il capitello del pilastro ottagonale è sottodimensionato e gli archi si concludono nei riscontri, un caratteristico elemento del XIV secolo.
La torre in origine possedeva un ingresso, la porta occidentale della chiesa. Nel XIX secolo la chiesa fu restaurata in due fasi. Innanzitutto nel 1863 William Slater restaurò la navata principale e aggiunse una navata laterale nord secondo lo stile del XIV secolo. Il suo porticato convenzionale a tre campate contrasta tuttavia con quello sud. Rifece anche la navata laterale sud in selce e progettò un portico in legno, e anche la porta laterale risale a questo periodo. All'interno, restaurò il porticato sud, in particolare l'arco orientale. In seguito, nel 1896, Pritchett eseguì ulteriori lavori, principalmente al presbiterio. Secondo un'ipotesi il presbiterio potrebbe essere stato separato dalla chiesa fino a quel momento, ma non esiste alcuna documentazione a sostegno di questa disposizione, che sarebbe stata comunque molto insolita negli anni novanta del XIX secolo. Si dice che Pritchett abbia ricostruito completamente il presbiterio, ma i vecchi lavori superstiti suggeriscono il contrario. Dovrebbe in effetti aver sostituito il tetto, alzato la finestra orientale di 2 piedi per fare spazio a un dossale e rivestito l'esterno in bugnato. Ha anche modificato la finestra occidentale della navata laterale sud. Ci sono state ulteriori riparazioni generali nel 1948-1949. La dedicazione recente risale all'aprile 2007, quando la congregazione di Cocking acconsentì a dedicarla a Santa Caterina da Siena. La dedicazione medievale non è nota e per lungo tempo la chiesa fece riferimento solo al luogo dove si trova, cioè venne indicata come chiesa di Cocking. È piuttosto insolito che una chiesa in Inghilterra sia dedicata a Santa Caterina da Siena e ci sono solo altre due chiese nel Paese che portano questo nome. Nel 2024 i residenti di Cocking e West Lavington hanno fondato il St Catherine of Siena Church Preservation Trust, per proteggere e migliorare l'edificio e il cimitero.

## Descrizione
La chiesa di Santa Caterina da Siena dal 18 giugno 1959 viene giudicata un edificio di particolare interesse storico e architettonico in Inghilterra o Galles, classificata come monumento di prima categoria.

### Esterni
La chiesa di Santa Caterina da Siena si trova a est del villaggio di Cocking, parrocchia civile a nord di Chichester nel West Sussex, in Inghilterra. La struttura conserva tracce di architettura anglosassone e altre parti sono in gotico inglese. La struttura dominante è la grande e tozza torre che sul lato nord mostra la parete in selce e gesso. Ha contrafforti angolari, più alti sul lato nord. La porta occidentale modellata è invecchiata, così come le minuscole aperture gemelle delle campane, che mostrano i resti di teste trilobate, come la finestra occidentale. Una semplice porta al posto di un arco della torre sembra del XIII secolo e quindi è precedente alla torre. L'accesso principale avviene attraverso il portale posto sulla facciata laterale. Accanto alla chiesa si trova il cimitero della comunità.

### Interni
La sala è di grandi dimensioni, con due navate. All'interno meritano particolare attenzione l'arco del presbiterio dell'XI secolo, i resti di un dipinto murale del XIII secolo e il fonte battesimale del XII secolo.